# Котто, Эдмон
Эдмо́н Котто́ (фр. Edmond Cotteau; 9 ноября 1833, Châtel-Censoir — 5 декабря 1896, Париж) — французский путешественник. Известен рядом книг о своих путешествиях, в том числе «Шесть тысяч миль за 60 дней» о Северной Америке (1877) и «Путешествие на Дальний Восток» (1884).
В начале 1880-х по поручению французского правительства был в научной командировке в Сибири и Японии. Оставил описание Сибири (Бурятии и Забайкалья и Даурии), посетил ряд городов Сибири, где общался с местной научной общественностью. По выполнению поставленных задач вернулся в Европу по морю через Юго-Восточную Азию.

### Переиздания
- Un Touriste Dans l’extrême Orient: Japon, Chine, Indo-Chine et Tonkin; 4 août 1881-24 janvier 1882 (French Edition). BiblioLife, 2009. ISBN 1116985519, ISBN 9781116985511
- Le Transcanadien. Magellan et Cie, 2006. ISBN 2350740269, ISBN 9782350740263